# Mélytanulás
A Mélytanulás (eredeti címén: Deep Learning) a South Park című amerikai animációs sorozat 323. része (a 26. évad 4. epizódja). Elsőként 2023. március 8-án sugározták az Egyesült Államokban a Comedy Central műsorán. Magyarországon szinkronosan 2023. június 5-én szintén a Comedy Central mutatta be.
Az epizód a ChatGPT-vel kapcsolatos aggályokkal foglalkozik, és hogy azt milyen célokra használják. Érdekesség, hogy a cselekmény egy részét valóban a ChatGPT írta meg, ezért társszerzőként fel is van tüntetve.

## Cselekmény
Bebe romantikus üzeneteket kap válaszként Clyde-tól, amitől teljesen el van ájulva. Wendy szomorú azért, mert ő Stantől semmilyen üzenetére nem kap többet, csak egy felfelé mutató hüvelykujjat. Stan rákérdez Clyde-nál, hogy honnan jön számára az ihlet, amikor ilyen szépeket ír, azt válaszolja, hogy az egészet ChatGPT-vel írja. Megkéri, hogy erről senkinek ne szóljon, mert ebből még baja lehet. Stan el is kezd hasonló üzenetekkel válaszolni Wendynek, aki odáig lesz érte, miközben Stan a valóságban még csak oda sem figyel arra, hogy mit írt neki a lány, hanem egyszerűen csak kimásolja azokat és automatikusan generáltat hozzájuk egy választ.
Később Stan és Clyde az iskolai beadandójukhoz is a programot használják fel, és mint kiderül, Butters és Cartman is. Cartman valamennyiüket kérdőre vonja a vécében, és közli, hogy nem lenne jó, ha a többiek is rájönnének erre, de az sem, ha Mr. Garrison megtudná, hogy csaltak. Mr. Garrison eközben pont arról panaszkodik az élettársának, Ricknek, hogy mennyi idejét elveszi a részletes esszék elolvasása és az arra való reagálás. Rick mesél neki a ChatGPT-ről, ő azonban ahelyett, hogy felfedezné a turpisságot, arra a következtetésre jut, hogy a programmal ő maga is megspórolhat egy csomó időt, amit az olvasásra és az értékelésre kellene szánnia. Ezután megköszöni Ricknek a támogató üzeneteit (amiket tudtán kívül ő is a ChatGPT-vel írt).
Egy nap Mr. Mackey bemegy az osztályba, és közli, hogy megtudták: valaki ChatGPT-t használ, de egy technikus már úton van, hogy leleplezze az imposztort. Az illető solymásznak van öltözve, és különféle mágiák és a madara használatával keresi az illetőt. Stan és Mr. Garrison bevallják egymásnak, hogy használták a programot, és abban egyetértésre jutnak, hogy ez egy nagyszerű eszköz az íróknak, hogy segítse a munkájukat. Mr. Garrison azonban rájön, hogy az üzenetekkel Rick felültette őt is, ezért dühöngeni kezd. A technikus madara Wendy telefonján vél felfedezni olyan üzenetet, amit a ChatGPT írt, de ő tagadja, hogy bármikor is használta volna ezt.
Stan rájön, hogy a helyzetre nem tud jó megoldást találni, ezért megíratja azt a ChatGPT-vel. Ezt a részt a való életben is a programmal írták: Stannek minden különösebb probléma nélkül megbocsát Wendy, majd Stan közli, hogy nem az emberek hibája, ha a programot használják, hanem a nagy techcégeké, amik pénzt akarnak belőle keresni. Elmondja Wendynek, hogy az eset fontos tanulsága, hogy egy like emoji többet ér a gépi hazugságnál, majd megsúgja Clyde-nak, hogy az egészet a ChatGPT-vel csinálta.

## Fordítás
- Ez a szócikk részben vagy egészben  a   Deep Learning (South Park) című angol Wikipédia-szócikk ezen változatának fordításán alapul.  Az eredeti cikk szerkesztőit annak laptörténete sorolja fel. Ez a jelzés csupán a megfogalmazás eredetét és a szerzői jogokat jelzi, nem szolgál a cikkben szereplő információk forrásmegjelöléseként.